# Кармилла
«Кармилла» (англ. Carmilla) — готическая новелла Джозефа Шеридана Ле Фаню. Впервые опубликованная в 1872, она рассказывает историю о том, как молодая женщина стала объектом желания женщины-вампира по имени Кармилла. «Кармилла» вышла на 25 лет раньше «Дракулы» Брэма Стокера и была множество раз адаптирована для кинематографа.

## Издание
«Кармилла» была впервые опубликована в журнале The Dark Blue в 1872 году, а затем в сборнике рассказов автора In a Glass Darkly этого же года. Произведение иллюстрировали два художника: Дэвид Фристон и Майкл Фицджеральд. В более поздние издания эти иллюстрации не включались. Оба художника допустили некоторые неточности в отображении персонажей, откуда возникла трудность в соотнесении изображений с сюжетом книги.

## Описание сюжета
Ле Фаню представил историю как одно из дел в практике доктора Хесселиуса, пять дел которого были описаны в сборнике рассказов Ле Фаню In a Glass Darkly (1872). История повествуется от имени Лоры, одной из двух главных действующих лиц рассказа.
Лора начинает историю с времён своего детства, с «живописного и уединенного» замка среди бесконечных лесов в Штирии, где она живёт с отцом, богатым английским вдовцом, ушедшим в запас после службы в Австрии. В возрасте шести лет её посетило видение прекрасной незнакомки в её комнате. Она утверждала, что была укушена, но никаких ран на её теле обнаружено не было.
Прошло двенадцать лет. Отец Лоры получает письмо от своего друга генерала Шпильсдорфа. Генерал хотел приехать в гости и привезти с собой племянницу, но та внезапно погибла при загадочных обстоятельствах. Лора удручена потерей той, которая могла бы стать ей другом, ей не хватает общения. Внезапная поломка экипажа неподалёку от дома, где живёт Лора, вызывает появление в доме молодой девушки, ровесницы Лоры. Её зовут Кармилла. Обе девушки узнают друг в друге ту, с которой встречались в детском сне.
Кармилла ранена в результате аварии экипажа. Её мать уведомляет отца Лоры, что её путешествие очень срочное и не может быть задержано. Она просит оставить дочь в замке на три месяца, после чего она заберет её.
Кармилла и Лора становятся близкими друзьями, но настроение Кармиллы подвержено внезапным переменам. Иногда она делает нарушающие спокойствие попытки романтически ухаживать за Лорой. Кармилла отказывается рассказывать что-либо о себе или о своём прошлом, несмотря на расспросы Лоры. Её скрытность — не единственная её странная особенность. Большую часть дня Кармилла спит, а ночью, кажется, ходит во сне. Когда в замок прибывает партия старых семейных портретов, Лора обнаруживает, что одна из её предков, «Миркалла, графиня Карнштейнская», чей портрет датирован 1698 годом, похожа один в один на Кармиллу, включая родимое пятно на шее.
Во время пребывания Кармиллы в замке Лору посещают кошмары, в которых дьявольское чудовище, похожее на кошку, входит ночью в её комнату и кусает её в грудь. Затем чудовище принимает вид женщины и исчезает, пройдя сквозь дверь. Состояние здоровья Лоры ухудшается, и её отец вызывает врача для осмотра. Врач приватно беседует с отцом и просит, чтобы Лору никогда не оставляли одну.
Затем отец с Лорой устраивают поездку в разрушенное поселение Карнштейн. По пути туда они неожиданно встречают генерала Шпильсдорфа, который рассказывает им свою жуткую историю.
Шпильсдорф и его племянница встретили молодую женщину по имени Милларка и её загадочную мать на костюмированном балу. Мать уверяла, что она является старым другом генерала и просила, чтобы Милларке было позволено остаться с его племянницей на три недели, пока она будет занята секретным делом большой важности. Племянница генерала заболевает загадочным недомоганием, и симптомы болезни в точности соответствуют симптомам Лоры. После консультации с церковным доктором генерал понимает, что его племянницу посещал вампир. Взяв саблю, он спрятался в шкафу и ждал до тех пор, пока не увидел зловещее существо, похожее на кошку, которое подкралось к спальне его племянницы и укусило её в шею. Увидев это, генерал выскочил из укрытия и напал на чудовище, которое приняло облик Милларки. Она убежала, пройдя сквозь закрытую дверь, невредимая. Племянница генерала скончалась почти сразу после этого.
По прибытии в Карнштейн генерал спросил местного лесничего, где они могут найти могилу Миркаллы Карнштейн. Лесничий ответил, что могила была перенесена отсюда много лет назад человеком, который избавил их край от вампиров.
В то время, как генерал и Лора остались одни среди разрушенной часовни, появляется Кармилла. Впав в ярость при её виде, генерал бросается на Кармиллу с топором. Та обращается в бегство. Генерал объясняет Лоре, что Кармилла — это та самая Милларка, оба имени которых являются анаграммой имени вампира графини Миркаллы Карнштейн.
К событиям присоединяется барон Ворденбург, потомок героя, освободившего край от вампиров много лет назад. Ворденбург — крупный специалист по вампирам, и он обнаружил, что у его предка был роман с графиней Карнштейн перед тем, как она умерла и стала одной из бессмертных. В бумагах своего предка он обнаруживает указание на место, где спрятана могила Кармиллы. Специальная Имперская комиссия производит эксгумацию могилы и уничтожает тело вампира, действуя по доверенности правящей Габсбургской монархии, в пределах чьих владений расположена Штирия.

## Влияние
Кармилла, главный персонаж, явилась прообразом для бесчисленного количества просто женщин-вампирш и особенно для устойчивого киноштампа вампирш-лесбиянок. Хотя Ле Фаню изображает сексуальное желание вампирши с осторожностью, соответствующей временам создания книги, очевидно, что лесбийская страсть является главной движущей силой развития отношений между Кармиллой и рассказчицей истории:

Иногда, после долгой апатии, моя загадочная прекрасная подруга брала мою руку и держала её, нежно пожимая; вспыхнув, она пристально глядела на меня томным горящим взором, и беспокойное дыхание поднимало и опускало её платье. Это походило на любовный экстаз; он приводил меня в замешательство, отвратительный, но берущий надо мной власть. Жадные глаза притягивали меня, жаркие губы покрывали поцелуями мои щеки; она шептала, едва не всхлипывая: «Ты моя, ты должна быть моей, мы вместе навечно». («Кармилла», 4-я глава).
Оригинальный текст (англ.)Sometimes after an hour of apathy, my strange and beautiful companion would take my hand and hold it with a fond pressure, renewed again and again; blushing softly, gazing in my face with languid and burning eyes, and breathing so fast that her dress rose and fell with the tumultuous respiration. It was like the ardour of a lover; it embarrassed me; it was hateful and yet overpowering; and with gloating eyes she drew me to her, and her hot lips travelled along my cheek in kisses; and she would whisper, almost in sobs, "You are mine, you shall be mine, and you and I are one for ever". ("Carmilla", Chapter 4).

Кармилла выбирает в качестве жертв только женщин, хотя эмоциональную страсть вызывают только некоторые из них. Кармилла ведет ночной образ жизни, но не ограничена лишь тёмным временем суток. Она обладает мистической красотой, способна изменять свою форму и проходить сквозь стены. Её животное воплощение — чудовищный чёрный кот (в «Дракуле» — большая собака). Спать она вынуждена в гробу.
Некоторые критики, среди которых Уильям Видер, высказывали предположение, что «Кармилла» оказала сильное влияние на «Поворот винта» (англ. The Turn of the Screw) Генри Джеймса.

### «Дракула» Брэма Стокера
Хотя «Кармилла» менее известна и является более короткой готической историей о вампирах, чем общепризнанное главное творение этого жанра — «Дракула», последний испытал весьма сильное влияние короткого рассказа Ле Фаню.
В самой ранней рукописи «Дракулы», датированной 8 марта 1890 года, замок Дракулы располагается в Штирии, хотя шесть дней спустя место было изменено на Трансильванию. Опубликованный после смерти Стокера рассказ «Гость Дракулы», известный как удалённая первая глава «Дракулы», отражает очевидное заимствование из «Кармиллы»: обе истории рассказаны от первого лица. Сам «Дракула» расширяет идею использования перворассказчика путём создания серии вставок журнальных и дневниковых записей различных людей. Стокер также способствовал атмосфере таинственности распространиться дальше, чем у Ле Фаню, позволив персонажам решать загадку вампира вместе с читателем.
Описания Кармиллы и Люси в «Дракуле» схожи и стали прототипами для последующих появлений в сюжетах на тему вампиров одиноких жертв и соблазнительниц — женщин высоких, стройных, апатичных, с большими глазами, чувственными губами и мягким голосом. Обе женщины также ходят во сне.
Персонаж Стокера Абрахам Ван Хельсинг — прямая параллель с героем Ле Фаню, экспертом по вампирам бароном Ворденбургом: оба персонажа исследовали вампиров и сражались против них, символично представляя познание неведомого и непоколебимость разума перед нападением хаоса и смерти.

### Кино
- Датский режиссер Карл Дрейер вольно адаптировал Кармиллу для своего фильма «Вампир» (1932), но удалил все упоминания о лесбийской сексуальности. В титрах оригинального фильма говорится, что фильм основан на книге «Сквозь тусклое стекло». Этот сборник содержит пять сказок, одна из которых - Кармилла. На самом деле главный персонаж фильма, Аллан Грей, взят из романа Ле Фаню «Доктор Хесселиус»; а сцена, в которой Грей похоронен заживо, взята из «Гостиницы Летящий Дракон».
- «Дочь Дракулы» (1936), продолжение Universal Pictures фильма о Дракуле 1931 года, было основано на Кармилле.
- Фильм французского режиссера Роже Вадима «Умереть от наслаждения» («Et mourir de plaisir»; в Великобритании и США известный как «Кровь и розы», 1960) основан на Кармилле. Фильм Вадима тщательно исследует последовательный выбор жертв Кармиллы и может похвастаться операторской работой Клода Ренуара. Однако лесбийская эротика фильма была значительно сокращена для его выпуска в США. В фильме снимались Аннетт Стройберг, Эльза Мартинелли и Мел Феррер.
- Более или менее точная адаптация с Кристофером Ли в главной роли была произведена в Италии в 1963 году под названием «Проклятие Карнштейнов» (итал. La Cripta e l'incubo, букв. «Склеп и кошмар»; также известен под названиями «Crypt of the Vampire», «'Terror in the Crypt»). Персонаж Лоры, которую играет Адриана Амбези, боится, что одержим духом мертвого предка, которую играет Урсула Дэвис (также известная как Пьер Анна Квалья).
- British Hammer Film Productions также выпустила довольно точную адаптацию Кармиллы под названием «Любовницы-вампирши» (1970) с Ингрид Питт в главной роли, Мадлен Смит в роли ее жертвы и постоянного персонажа Хаммер Питера Кушинга. Это первая часть трилогии Карнштейна.
- «Кровавая невеста» (La novia ensangrentada) - испанский фильм ужасов 1972 года, сценарий и режиссер Висенте Аранда, основанный на тексте. Фильм стал культовым за смесь ужасов и вампиризма с лесбийским подтекстом. Британская актриса Александра Бастедо играет Миркаллу Карнштейн, а Марибель Мартин - ее жертву.
- «Кармилла» (1980) - это черно-белая телеадаптация из Польши, в которой певица Изабела Трояновская играет главную роль, а Моника Стефанович играет Лору.
- «Кармилла» — серия американского сериала 1989 года «Классика ужасов».
- В японском аниме-фильме 2000 года «Ди: Жажда крови» Кармилла «Кровавая графиня» является главным антагонистом. Будучи убитым Дракулой за ее тщеславную и прожорливую тиранию, призрак Кармиллы пытается использовать кровь девственницы, чтобы добиться своего собственного воскрешения. Ее озвучили Джулия Флетчер на английском языке и Беверли Маэда на японском языке.
- В видеофильме «Бэтмен против Дракулы» (2005) Кармилла Карнштейн упоминается как невеста графа Дракулы, сожженная солнечным светом много лет назад. Дракула надеялся оживить ее, принеся в жертву душу Вики Вейл, но ритуал был остановлен Бэтменом.
- Кармилла фигурирует в качестве главного антагониста в комедии «Лесбиянки-убийцы вампиров» (2009) с Полом МакГанном и Джеймсом Корденом в главных ролях и с Сильвией Коллока в роли Кармиллы.
- Книга несколько раз напрямую упоминается в фильме 2011 года «Дневники мотылька», экранизации романа Рэйчел Кляйн. Между персонажами «Кармиллы» и фильма есть заметное сходство, а книги фигурируют в сюжете фильма.
- «Нежелательный» (2014) сценариста и режиссера Брента Вуда переносит историю на современный юг Соединенных Штатов, где Ханна Фирман играет Лору, Кристен Орр играет Кармиллу, а Кайли Браун играет Милларку.
- «Проклятье Штирии» (2014), также называемое «Ангелы тьмы», представляет собой адаптацию романа, действие которого происходит в конце 1980-х годов, с Джулией Пьетручей в роли Кармиллы и Элеонорой Томлинсон в роли Лоры.
- В 2017 году был выпущен фильм «Кармилла[англ.]», основанный на веб-сериале «Кармилла» 2015 года. Фильм, снятый Спенсером Мейби и продюсером Стефом Оуакнином, продолжает веб-сериал спустя 5 лет после финала.
- «Кармилла» (2019), написанная и поставленная Эмили Харрис, была вдохновлена новеллой. Пятнадцатилетняя Лора (Ханна Рэй) испытывает чувства к Кармилле (Деврим Лингнау), но ее строгая гувернантка считает их странного гостя вампиром. Харрис говорит, что она «убрала» сверхъестественные слои, чтобы рассматривать эту историю как «историю сошедшей с рельсов любви» и «историю о нашей склонности людей демонизировать других».